# Імператорське Російське військово-історичне товариство
Імператорське Російське військово-історичне товариство (рос. Импера́торское Ру́сское военно-истори́ческое о́бщество) — наукове товариство, що досліджувало військову історію.

## Історія
Засноване в 1907 році.
7 (20) квітня 1907 року відбулося перші загальні збори членів-засновників Російського військово-історичного товариства (ІРВІТ). Чотири місяці по тому, в серпні, був затверджений його статут. А в кінці вересня імператор Микола II прийняв звання почесного голови ІРВІТ і дозволив йому іменуватися «Імператорським».
З початком Першої світової війни діяльність товариства була зведена до мінімуму, оскільки фактично всі його члени вирушили на фронт. Формально суспільство продовжувало існувати аж до Жовтневого перевороту 1917 р..
У 2012 р., згідно з Указом президента РФ № 1710 від 29 грудня 2012 р., було створено Російське військово-історичне товариство, що є наступником Імператорського Російського військово-історичного товариства. 14 березня 2013 р. у м. Москві відбувся його установчий з'їзд. У роботі з'їзду взяв участь Президент Російської Федерації Володимир Путін, головою Ради товариства обрано міністра культури Росії, доктора історичних і політичних наук Володимира Мединського.

## Мета
Це товариство ставило своїм завданням об'єднання підданих Російської імперії для
- вивчення і збереження відомостей про військову історію,
- пошук і археологічні дослідження місць боїв минулого,
- створення й опис військово-історичних музеїв,
- колекціонування військової форми, зброї та атрибутики,
- публікація відомостей про спадщину предків та поточні події.

## Керівництво
Цим товариством керувала Рада, що складалася з 12 осіб, які обиралися закритим голосуванням на загальних зборах.
Головою Ради був обраний генерал від кавалерії Дмитро Антонович Скалон.
Посаду Першого товариша голови обіймав генерал від інфантерії Олександр Захарович Мишлаєвський, а з 1912 р. — генерал-лейтенант Микола Петрович Міхневич. Обидва вони поєднували вказану виборну посаду з посадою начальника Головного штабу, що забезпечувало офіційні та неофіційні зв'язки ІРВІТ.

## Фінансова діяльність
Грошове забезпечення діяльності товариства складалося з щорічних членських внесків:
- 5 рублів для дійсних членів,
- 3 рублі для членів-співробітників,
- приватних пожертвувань,
- доходів від видань і
- забезпечення скарбниці.

## Друкований орган
Періодичним органом був щомісячний
- «Журнал імператорського Російського військово-історичного товариства» (рос. Журнал Императорского Русского военно-исторического общества). Товариство публікувало також
- «Праці Імператорського російського військово-історичного товариства» у 1909—1912 рр. (рос. Труды Императорского русского военно-исторического общества) та
- «Записки розряду військової археології та археографії» у 1911—1914 рр. (рос. Записки разряда военной археологии и археографии).